# Tetsuo Miura
Pour les articles homonymes, voir Miura (homonymie).
Tetsuo Miura (三浦 哲郎, Miura Tetsuo), né le 16 mars 1931 à Hachinohe, préfecture d'Aomori, et mort le 29 août 2010, à Tokyo, est un écrivain japonais.

## Biographie
Miura est le plus jeune de six enfants. Sa famille dirigeait un magasin de kimono au centre-ville de Hachinohe sous le nom de Marusan (丸 三) Le jour de son sixième anniversaire, sa deuxième sœur aînée se suicide en sautant d'un ferry dans le détroit de Tsugaru après avoir échoué à un examen d'entrée dans l'enseignement supérieur. L'année suivante, son frère aîné se suicide avec des somnifères. En 1984, Miura raconte ces évènement dans 白夜を旅する人々 (Hakuya o tabisuru hitobito), pour lequel il reçoit le prix Osaragi Jiro.
Après ses études à Hachinohe, il a commencé à étudier l'économie à l'université Waseda en 1949. L'année suivante, son deuxième frère aîné, qui avait financé ses études, disparaît sans laisser de trace. Miura doit alors abandonner ses études. Il travaille comme professeur de sport et d'anglais au collège local. Miura commence alors ses premières tentatives d'écriture.
En 1953, la famille déménage dans la ville voisine d'Ichinohe et Miura recommence à étudier à l'université Waseda, cette fois en études romanes. Il fonde le magazine littéraire « Les Sans Âmes » (非情, Hijō) avec des camarades. Au cours de ses études en 1955, son travail et ses publications dans ce magazine lui vallent son premier prix littéraire, le Shinchō Dōjinzasshi Shō (新潮同人雑誌賞) de Shinchōsha, pour son histoire Jugosai no Shui. Le romancier et essayiste Masuji Ibuse fait son éloge.
En 1956, un an avant son diplôme, il épouse Tokuko Ebisawa, qui lui donna trois filles.
Des années de pauvreté suivent jusqu'à ce qu'il trouve un emploi dans une agence de relations publiques en 1960 et publie la même année le roman La rivière secrète (Shinobugawa) dans le magazine littéraire Shinchō. Un an plus tard, ce roman reçoit le Prix Akutagawa. En 1972, son roman Shinobugawa a porté au cinéma par le réalisateur Kei Kumai avec Komaki Kurihara et Gō Katō dans les rôles principaux.
Après cette percée, Miura publie inlassablement dans les années suivantes. Pour son livre pour enfants Yuta to Fushigina Nakamatachi, publié en 1971, il est salué par la critique littéraire. Pour son roman Kenjū to jūgo no tampen (拳銃と十五の短篇), il reçoit le Prix Noma en 1976. En 1977, une comédie musicale tiré de Yuta et ses merveilleux compagnons (Yuta à Fushigi na Nakamatachi) est monté par la Shiki Theatre Society (劇団四季).
En 1982, il a publié un roman historique Hymne à ces jeunes. Il y décrit un événement historique qui s'est produit au XVIe siècle : à l'instigation du jésuite Alessandro Valignano, une délégation chrétienne de quatre hommes est envoyée à Rome. Ils voyagent pendant deux ans de 1582 à 1584 via Macao, Malaga, l'île de Sainte-Hélène, Lisbonne jusqu'à Rome, où ils sont reçus par le pape Grégoire XIII. La délégation revient au Japon en 1590 avec une presse à imprimer Gutenberg.
En plus de son travail d'écrivain, il est également membre du comité de sélection du Prix Akutagawa entre 1984 et 2003 et membre de l'Académie japonaise des arts depuis 1988. En 2001, Miura a un accident vasculaire cérébral qui paralyse sa main droite. Néanmoins, il continue de publier et publie un recueil de ses essais sous le titre Ofukuro no Yomawari en juin 2010.
En plus de ses histoires plus longues, il a également écrit de nombreuses nouvelles telles que Jinenjo et Minomushi, qui ont toutes deux reçu le Prix Kawabata en 1990 et 1995 . Miura est un citoyen d'honneur de sa ville natale Hachinohe, qui a érigé une pierre commémorative à la mairie.
En août 2011, Miura décède d'une insuffisance cardiaque à Tokyo.

### Ouvrages
- 1960 : 忍ぶ川 (Shinobugawa)
- 1975/76 : 拳銃 (Kenjū)
- 1978 : 接吻 (Seppun)
- 1982 : 少年讃歌 (Shōnen sanka)
- 1984 : 白夜を旅する人々 (Hakuya o tabisuru hitobito)
- 2010 : おふくろの夜回り (Ofukuro no Yomawari)